# 眾聖點記
眾聖點記是對佛陀釋迦牟尼入滅時間的一項歷史記載，佛教纪年的一种，源自古代印度传持律藏的遗规。相传，优婆离在佛陀入灭以后每年在律藏之后记一点，其后的律藏传持者延续了优婆离的做法，从而明确了所经历的年数。
南朝齐永明六年（公元488年），沙门僧伽跛陀罗将其师三藏法师所授《善見律毘婆沙》翻译为汉文。次年（489年），僧伽跛陀罗“如前师法，以香华供养律藏讫即下一点，当其年计得九百七十五点”，据此推论，佛陀入滅於公元前486年。

## 記載
僧祐《出三藏記集·善見律毘婆沙記》：
|  | 仰惟世尊泥洹已來年載。至七月十五日受歲竟。於眾前謹下一點。年年如此。感慕心悲不覺流淚。 |

費長房《歷代三寶紀》：
|  | 師資相傳云。佛涅槃後優波離既結集律藏訖。即於其年七月十五日受自恣竟。以香華供養律藏。便下一點置律藏前。年年如是。優波離欲涅槃持付弟子陀寫俱。陀寫俱欲涅槃付弟子須俱。須俱欲涅槃付弟子悉伽婆。悉伽婆欲涅槃付弟子目揵連子帝須。目揵連子帝須欲涅槃付弟子旃陀跋闍。如是師師相付至今三藏法師。三藏法師將律藏至廣州臨上。舶反還去。以律藏付弟子僧伽跋陀羅。羅以永明六年共沙門僧猗。於廣州竹林寺譯出此善見毘婆沙。因共安居。以永明七年庚午歲七月半夜受自恣竟。如前師法。以香華供養律藏訖即下一點。當其年計得九百七十五點。 |